# Parafia św. Nino w Paryżu
Parafia św. Nino – parafia w Paryżu; jedyna etnicznie gruzińska parafia prawosławna na terytorium Francji. Pozostaje w jurysdykcji patriarchy Konstantynopola i wchodzi w skład parafii wikariatu północnego Greckiej Metropolii Francji. 

## Historia
Powstanie parafii jest związane z klęską gruzińskiego ruchu niepodległościowego i przyłączenie terytorium Gruzji do Rosji Radzieckiej w 1921. Do Francji dotarła wówczas fala emigracji politycznej z Gruzji. Emigranci zaczęli w tym kraju tworzyć swoje organizacje polityczne i kulturalne, z których najważniejszą było powstałe w 1922 w Paryżu Stowarzyszenie Gruzińskie, działające do dziś. Z inicjatywy tegoż stowarzyszenia w 1929 powołana została parafia prawosławna św. Nino, od początku swojego istnienia pozostająca w jurysdykcji patriarchy Konstantynopola. Pierwszym proboszczem parafii został późniejszy święty prawosławny Grzegorz (Peradze). 
Jest to jedyna etnicznie gruzińska parafia we Francji. Językiem liturgicznym jest gruziński, pomocniczym – francuski. Rok liturgiczny zorganizowany jest według kalendarza nowojuliańskiego.

## Lista proboszczów parafii
- archimandryta Grzegorz (Peradze) (1931–1942)
- ks. Nicolas Zabachidze (1943–1949)
- ks. Eliasz Melia (1949–1988)
- ks. Gabriel Henry (1988)
- archimandryta Methodious Alexiou (1988–1993)
- ks. Arczil Dawriszaszwili (od 1993)[2]